# Commonweal Party
Die Commonweal Party (CWL, Tamil காமன்வீல் கட்சி, „Partei des Allgemeinwohls“) war eine 1951 gegründete politische Partei im damaligen indischen Bundesstaat Madras (heute Tamil Nadu). Die Partei vertrat die Interessen der Vanniyar-Kaste.

## Parteigeschichte

Bundesstaat Madras im Jahr 1951. Die vier Distrikte mit dem höchsten Anteil an Vanniyar sind dunkler gefärbt. Die Distrikte 1 bis 12 wurden 1953 bei der Bildung des Bundesstaates Andhra von Madras abgespalten.

Im Vorfeld der ersten Parlamentswahl im unabhängigen Indien 1951–52 war die Tamil Nadu Toilers Party (TNT) im Bundesstaat Madras als politische Interessenvertretung der Kaste der Vanniyar gegründet worden. Die Partei hatte ihren Schwerpunkt in den vier Distrikten North Arcot, South Arcot, Chingleput und Salem, wo die Vanniyar etwa 25 Prozent der Bevölkerung stellten. Kurz nach der Parteigründung kam es jedoch zu einem Zerwürfnis zwischen den beiden an der Parteigründung hauptsächlich beteiligten Personen N. A. Manikkavelu Naicker und S. S. Ramaswami Padayachi, mit dem Ergebnis, dass Naicker aus der Partei ausschied und eine eigene Vanniyar-Partei gründete. Ungeachtet der Tatsache, dass es sich um eine Interessenpartei par excellence handelte, erhielt diese Partei den euphemisierenden Namen Commonweal Party (CWL, „Partei des Allgemeinwohls“). Die CWL hatte ihren Schwerpunkt in den Distrikten North Arcot und Chingleput, während die TNT in South Arcot und Salem dominierte.
Bei der Wahl zum gesamtindischen Parlament 1951–52 gewann die CWL drei Wahlkreismandate und bei der zeitgleich stattfindenden Wahl zum Bundesstaatsparlament von Madras 218.288 Stimmen (1,1 %) und 6 Wahlkreismandate (1,9 %). Als bei der Bildung des Bundesstaates Andhra im Jahr 1953 die nördlichen 12 Distrikte von Madras abgetrennt wurden, schieden die dort gewählten Abgeordneten aus dem Parlament von Madras aus, so dass dieses danach noch 190 Abgeordnete umfasste. Das relative Gewicht der CWL-Abgeordneten stieg dadurch auf 3,1 %. Die CWL beteiligte sich ab 1952 an einer Kongresspartei-geführten Koalitionsregierung unter den Chief Ministern C. Rajagopalachari (1952–54) und K. Kamaraj (ab 1954). Vor der anstehenden zweiten gesamtindischen Parlamentswahl 1957 löste sich die Partei auf und ihre Abgeordneten schlossen sich der Kongresspartei an.